# Parafia św. Judy Tadeusza w Człuchowie
Parafia św. Judy Tadeusza w Człuchowie - rzymskokatolicka parafia należąca do  dekanatu Człuchów, diecezji pelplińskiej.
Parafia została ustanowiona dekretem kurii biskupiej w Koszalinie 4 sierpnia 1989 przez księdza kardynała Ignacego Jeża. Początkowo wspólnota musiała zadowolić się jedynie kaplicą i barakiem mieszkalnym dla duszpasterza. W 1992 roku został ukończony budynek domu parafialnego. W tym samym roku parafia została włączona do diecezji pelplińskiej. W latach 1994–1997 zbudowano kościół parafialny według projektu architekta Tadeusza Ciemnoczołowskiego.

## Terytorium parafii
Na obszarze parafii leżą ulice w Człuchowie: Bema, Broniewskiego, Brzezińskiego, Chojnicka, Chopina, Chrobrego, Czarnieckiego, Hubala, Jagiellońska, Jerzego Z Dąbrowy, Jeziorna, Kasztanowa, Kazimierza Wielkiego, Kmicica, Kołłątaja, Kościńskiego, Leśna, Łokietka, Mieszka I, Moniuszki, Niemcewicza, Osiedle Młodych, Polna, Poniatowskiego, Potockiego, Reja, Różana, Rzemieślnicza, Sienkiewicza, Słoneczna, Staszica, Wojska Polskiego, Wołodyjowskiego, Zagłoby, Zielona, miejscowość: Piaskowo oraz osiedla Piaskowo-Zacisze i Rychnowy-Przylesie.